# 中村佑子
中村 佑子（なかむら ゆうこ、1977年 - ）は、日本の映画監督、作家。テレビマンユニオン所属。立教大学現代心理学部映像身体学科兼任講師。

## 来歴・人物
1977年、東京都生まれ。桐朋学園小学校、桐朋女子中学校・高等学校を経て、慶應義塾大学文学部哲学科哲学専攻を卒業。
大学卒業後、（株）哲学書房に入社。退社後、塚本晋也監督の現場へ。 2005年、株式会社テレビマンユニオン参加。
2010年 WOWOWの放映番組として制作した『はじまりの記憶 杉本博司』が国際エミー賞・アート部門にノミネート。同作を劇場公開版として再編集し、2012年『はじまりの記憶 杉本博司』渋谷シアター・イメージフォーラムにて公開。3ヶ月半のロングランを果たした後、全国20館上映。
2013年 NHK『ニッポンのジレンマ』、NHKBSプレミアム「幻の東京計画 首都にあり得た3つの夢」を放送。同作は2015ギャラクシー賞奨励賞を受賞。、NHKEテレ「建築は知っている　ランドマークから見た戦後70年」放送。
2015年『あえかなる部屋　内藤礼、光たち』が渋谷シアター・イメージフォーラムにて公開。北米最大のドキュメンタリー映画祭HOTDOCS正式招待作品。
2016年文芸誌『すばる』にて翻訳家・西山敦子との往復書簡エッセイ連載「食卓でエクリール」。Vogue Blogにて映画エッセイ不定期連載。
2017年より『すばる』で論考「私たちはここにいる—現代の母なる場所」連載。
2018年より共同通信 美術展評〈アート逍遥〉担当。11月、NHK BS1「地球タクシー レイキャビク 篇」演出。
2019年、シアターコモンズ2019 リーディング公演に参加。スーザン・ソンタグ『アリス・イン・ベッド』 構成、演出。
12月、Vogue Changeにてブックレビュー連載。
2020年、『マザリング 現代の母なる場所』刊行（集英社）。
2021年、シアターコモンズ2021 AR体験映画『サスペンデッド』（脚本、演出）、公開。
　　　　　NHKEテレ「ズームバック×オチアイ」第3回環境論、演出。
2022年より、立教大学現代心理学部映像身体学部兼任講師。
　　　　　　岩波書店『世界』にて「読んで、観て、聴いて」連載開始。
2022年、meandyou +河出書房新社サイト「午前三時のソリチュード」連載開始。
2023年、NHK WORLD JAPAN「Zero Waste Life　＃Furniture in Blue」演出
　　　　シアターコモンズ2023「まなざしはまなざされない」（立教生と参加者がシネエッセイを創作）レクチャー・演出
2023年、『わたしが誰かわからない ヤングケアラーを探す旅』（医学書院”ケアをひらくシリーズ”）刊行
2024年、朝日新聞「ケアを真ん中に」寄稿。
　　　　　岩波書店『図書』にて「女が狂うとき」連載開始（2026年書籍化予定）。
2025年、集英社新書plusにて「なぜこの世界で子どもを持つのか 希望の行方」連載開始（2026年新書刊行予定）
　　　　　朝日新聞「新書速報！」書評委員に就任。

## 監督作品

### 長編映画
- はじまりの記憶　杉本博司（2012年）
- あえかなる部屋　内藤礼と、光たち（2015年）

### テレビ演出作
- 「はじまりの記憶 現代美術家 杉本博司」演出（WOWOW、2010年）
- 「ニッポンのジレンマ」演出、キャスティング（NHK Eテレ、2012年〜2013年 ）
- 「幻の東京計画 —首都にあり得た３つの夢」演出（NHK BSプレミアム、2013年）
- 「ETV特集 建築は知っている —ランドマークから見た戦後70年」演出（NHKEテレ、2014年）
- 「地球タクシー レイキャビク」演出（NHK BS1、2018年）
- 「ズームバック×オチアイ 第3回環境論」演出（NHKEテレ、2021年）
- 「Zero Waste Life　＃Furniture in Blue」(NHK WORLD JAPAN、2022年）

### 演劇作
- スーザン・ソンタグ『アリス・イン・ベッド』 リーディング公演（シアターコモンズ2019）
- 『サスペンデッド』AR体験型映画（シアターコモンズ 2021）

## 著書
- 中村佑子『マザリング : 現代の母なる場所』集英社、2020年12月16日。ISBN 978-4087717341。 NCID BC04595699。
- 中村佑子『わたしが誰かわからない : ヤングケアラーを探す旅』医学書院〈ケアをひらく〉、2023年11月20日。ISBN 978-4260054416。 NCID BD04707428。